# Across the Universe (film)
Across the Universe is een musicalfilm uit 2007 onder regie van Julie Taymor. De productie is een combinatie van live action, animatie en poppen. De muziek bestaat uit 31 opnieuw gearrangeerde liedjes van de The Beatles. Bovendien verwijzen de personages en enkele dialogen naar andere Beatlesliedjes.
Across the Universe werd genomineerd voor onder meer een Academy Award voor beste kostuums, een Golden Globe voor beste 'musical of komedie' en een Grammy Award voor de filmmuziek.

## Verhaal
De jaren 60. Engelsman Jude gaat naar de Verenigde Staten en wordt daar verliefd op Lucy. Dit alles gaat echter in tegen de groeiende problemen tussen de Verenigde Staten en Vietnam. Als Lucy's broer moet vechten in het leger, wordt Lucy een vredesactivist.

## Rolverdeling
| Acteur           | Personage             |
| ---------------- | --------------------- |
| Jim Sturgess     | Jude                  |
| Evan Rachel Wood | Lucy Carrigan         |
| Joe Anderson     | Max(well) Carrigan    |
| Dana Fuchs       | Sadie                 |
| Salma Hayek      | Zingende verpleegster |
| Eddie Izzard     | Mr. Kite              |
| Bono             | Dr. Robert            |
| Martin Luther    | Jo-Jo                 |
| T.V. Carpio      | Prudence              |
| Lisa Hogg        | Molly                 |
| Joe Cocker       | Gekke hippie          |
| Timmy Mitchum    | Jo-Jo's broer         |